# Аријена (принцеза)
Аријена је била лидијска принцеза из 6. века п. н. е. Према грчком историчару Херодоту, била је ћерка краља Алијата II односно сестра његовог наследника Креза.
Након битке код Халиса 585. п. н. е. између Лидије и Међанског царства склопљен је мировни споразум који је оснажен дипломатским браком Аријене (Алијатове ћерке) и Кијаксаровог сина Астијага. Аријена је родила Мандану, а можда и Амитис. Њена ћерка Мандана се удала за персијског краља Камбиза I коме је родила сина Кира Великог, оснивача Персијског царства. Друга теорија утемељена на хронолошкој проблематици говори да Мандана није била Аријенина ћерка, већ ћерка неке раније Астијагове жене.